# Джон Зубе
Джон Зубе (1933) — німецько-австралійський лібертарний активіст і засновник проекту Libertarian Microfiche Publishing.
Уроженець Берліна, Зубе був введений в лібертаріанство своїм батьком, Куртом Зубе, видатним анархістом-індивідуалістом, переслідуваним нацистами. Протягом 1950-х років Зубе був радикалізований через зв'язки з Ульріхом фон Бекератом, який залучив його до збирання архіву в 1952 році.
Зубе, який ідентифікує себе як індивідуало-анархіст, вільно-ринковий лібертаріанець, волонтер і мютюеліст, добре відомий своєю пропагандою панархізму та політичною філософією, пов'язаною з Паулом Емілем де Пюдтом, який підкреслює право кожної особи вільно приєднуватися і залишати юрисдикцію будь-якого уряду, який вони обирають, не змушуючи переходити з поточної місцевості.

## Libertarian Microfiche Publishing
Зубе заснував Libertarian Publishing Microfiche (LMP) у 1978 році з метою збору та розповсюдження лібертаріанських матеріалів. Станом на 2005 рік проект випустив понад 500 000 брошур, роблячи їх за 1 долар/ш. Зубе стверджує, що опублікував і поширив більше лібертаріанської літератури, ніж будь-яка інша людина у світі протягом 20-го століття.
У 2007 році Шон Уілбур використовував брошуру, отриману від Зубе, для випуску першого повнотекстового цифрового архіву Liberty, відомого індивідуаліста, виданого Бенджаміном Р. Таккером між 1881 і 1908 роками.
У 2016 році Кевін І. Слотер запустив UnionOfEgoists.com вебсайт відсканував сотні сторінок брошур і розмістив вміст в Інтернеті, включаючи журнали від Сідні Паркер та інші, пов'язані з егоїстичним анархізмом і анархізмом індивідуалістів. У серпні того ж року він відправив індекс лібертаріанської мікрофіші на сайт LibertarianMicrofiche.com.